# 呂百型潜水艦
| 呂一〇〇型潜水艦（小型） | 呂一〇〇型潜水艦（小型）                                    |
| ------------------------ | ----------------------------------------------------------- |
| 呂109                    |                                                             |
| 艦級概観                 |                                                             |
| 艦種                     | 二等潜水艦                                                  |
| 艦名                     |                                                             |
| 前級                     |                                                             |
| 次級                     |                                                             |
| 性能諸元                 |                                                             |
| 排水量                   | 基準：525トン 常備：601トン 水中：782トン                   |
| 全長                     | 60.90m                                                      |
| 全幅                     | 6.00m                                                       |
| 吃水                     | 3.51m                                                       |
| 機関                     | 艦本式24号6型ディーゼル2基2軸 水上：1,000馬力 水中：760馬力 |
| 速力                     | 水上：14.2kt 水中：8.0kt                                    |
| 航続距離                 | 水上：12ktで3,500海里 水中：3ktで60海里                     |
| 燃料                     | 重油：50トン                                                |
| 乗員                     | 38名                                                        |
| 兵装                     | 25mm機銃連装1基2挺 魚雷発射管 艦首4門 53cm魚雷8本           |
| 備考                     | 安全潜航深度：75m                                           |

呂百型潜水艦（ろひゃくがたせんすいかん）は、大日本帝国海軍の潜水艦の艦級。小型潜水艦、潜小、または単に小型とも呼ばれた。1942年から1944年にかけて18隻が竣工したが、全艦戦没した。

## 概要

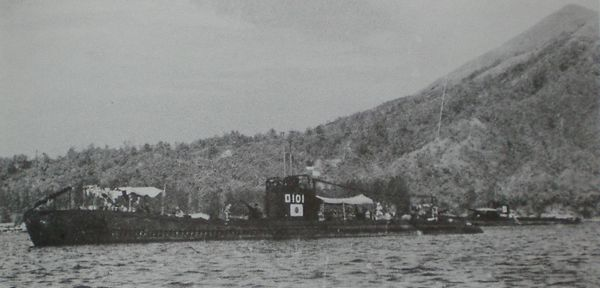
写真は「呂101」。

1941年（昭和16年）の戦時計画（マル臨計画）で9隻、更に1942年（昭和17年）のマル急計画で9隻の計18隻が建造された離島防御用の小型の潜水艦。計画番号S45。小型で工期が少なく済み、量産に適していた。ブロック建造により各艦とも1年ほどで完成している。航続距離が短いなど、沿岸で運用することを前提とした設計となっていた。
兵装は小型の艦型のため砲を搭載せず機銃と魚雷のみ、主機はビッカース式ディーゼルを改良したものを搭載した。また冷却機も装備された。
本型は艦型が小型のため凌波性、速力、航続力、居住性などがともに低く、乗員の評判は良くなかったという。
完成後は本来の離島防御には使用されず、中部太平洋の哨戒任務などに従事した。商船または輸送艦を7隻、駆逐艦を1隻撃沈する。しかし1944年（昭和19年）5月から6月にかけて、サイパンやアドミラルティ諸島方面の哨戒で一挙に7隻喪失するなど、すべて大戦中に戦没した。

## 同型艦
- 艦名

竣工日（建造所） - 沈没日、原因（沈没場所）
※建造所は呉＝呉海軍工廠、川崎＝川崎重工業

- 呂号第百潜水艦

1942年9月23日竣工（呉） - 1943年11月25日、触雷（ブーゲンビル島ブイン）
- 呂号第百一潜水艦

1942年10月31日竣工（川崎） - 1943年9月15日、哨戒機（飛行艇）と米駆逐艦（サンクリストバル島南東）
- 呂号第百二潜水艦

1942年11月11日竣工（川崎） - 1943年5月14日、魚雷艇（ニューギニア南東ラビ付近）
- 呂号第百三潜水艦

1942年10月31日竣工（川崎） - 1943年8月10日沈没認定、米側記録なし（ソロモン方面）
- 呂号第百四潜水艦

1943年2月25日竣工（川崎） - 1944年5月23日、米護衛駆逐艦（アドミラルティ北方）
- 呂号第百五潜水艦

1943年3月25日竣工（川崎） - 1944年5月31日、米護衛駆逐艦（アドミラルティ北方）
- 呂号第百六潜水艦

1942年12月26日竣工（川崎） - 1944年5月22日、米護衛駆逐艦（アドミラルティ北方）
- 呂号第百七潜水艦

1942年12月16日竣工（呉） - 1943年8月1日沈没認定、米側記録なし（ソロモン方面）
- 呂号第百八潜水艦

1943年4月20日竣工（川崎） - 1944年5月26日、米護衛駆逐艦（アドミラルティ北方）
- 呂号第百九潜水艦

1943年4月30日竣工（川崎） - 1945年4月25日、米上陸用輸送艦（沖縄南方）
- 呂号第百十潜水艦

1943年7月6日竣工（川崎） - 1944年2月12日、豪掃海艇、印砲艦（ベンガル湾）
- 呂号第百十一潜水艦

1943年7月19日竣工（川崎） - 1944年6月10日、米駆逐艦（アドミラルティ北方）
- 呂号第百十二潜水艦

1943年9月14日竣工（川崎） - 1945年2月11日、米潜水艦（ルソン海峡）
- 呂号第百十三潜水艦

1943年10月12日竣工（川崎） - 1945年2月12日、米潜水艦（ルソン海峡）
- 呂号第百十四潜水艦

1943年11月20日竣工（川崎） - 1944年6月17日、米駆逐艦（サイパン東方）
- 呂号第百十五潜水艦

1943年11月30日竣工（川崎） - 1945年1月22日、米駆逐艦（フィリピン西方）
- 呂号第百十六潜水艦

1944年1月21日竣工（川崎） - 1944年5月24日、米護衛駆逐艦（アドミラルティ北方）
- 呂号第百十七潜水艦

1944年1月31日竣工（川崎） - 1944年6月17日、哨戒機（サイパン東方）

## 潜水隊の変遷
呂100型潜水艦は初期10隻が第7潜水戦隊所属となり、中部太平洋での哨戒任務に使用された。1943年（昭和18年）8月20日に5隻がまとめて第51潜水隊を編成して横須賀鎮守府に配備されているが、呂102、呂103、呂107は潜水隊に編入される機会がないまま戦没・行方不明となった。また、呂110、呂111、呂112、呂113、呂114は海大4型、海大5型からなる第六艦隊第8潜水戦隊第30潜水隊に編入されてインド洋での哨戒任務に従事した。第30潜水隊については第30潜水隊の項で記述する。

### 第五十一潜水隊
第7潜水戦隊に所属していた呂100・呂101・呂104・呂105・呂106で編成。主にニューギニア方面の哨戒任務などに従事したが、あ号作戦のナ散開線で哨戒中に一挙に5隻を失う（ナ散開線の悲劇）など損耗が激しく、昭和19年8月15日に解隊された。
1943年(昭和18年)8月20日：呂100、呂101、呂104、呂105、呂106で編成。南東方面艦隊第7潜水戦隊。
1943年(昭和18年)9月1日：第51駆逐隊司令加藤良之助大佐。第7潜水戦隊より呂108、呂109を編入。
1943年(昭和18年)9月15日：サンクリストバル島南方沖で呂101戦没。12月1日除籍。
1943年(昭和18年)11月25日：ブイン付近で呂100戦没。2月5日除籍。
1944年(昭和19年)3月1日：第六艦隊に第7潜水戦隊ごと転属。
1944年(昭和19年)3月10日：第11潜水戦隊より呂115を編入。
1944年(昭和19年)3月25日：解隊した第30潜水隊より呂111、呂112、呂113、呂114を編入。
1944年(昭和19年)5月4日：第11潜水戦隊より呂116、呂117を編入。
1944年(昭和19年)5月22日：アドミラルティ諸島北方で呂106戦没。8月10日除籍。
1944年(昭和19年)5月23日：アドミラルティ諸島北方で呂104戦没。8月10日除籍。
1944年(昭和19年)5月24日：アドミラルティ諸島北方で呂116戦没。8月10日除籍。
1944年(昭和19年)5月26日：アドミラルティ諸島北方で呂108戦没。8月10日除籍。
1944年(昭和19年)5月31日：アドミラルティ諸島北方で呂105戦没(加藤司令戦死)。8月10日除籍。
1944年(昭和19年)6月9日：アドミラルティ諸島北方で呂111戦没8月10日除籍。
1944年(昭和19年)6月17日：サイパン近海で呂114、サイパン南東沖で呂117戦没。8月10日呂114、呂117除籍。
1944年(昭和19年)6月25日：第51潜水隊司令田上明次大佐。
1944年(昭和19年)8月15日：解隊。呂109、呂112は呉潜水戦隊に編入され、呂113、呂115は第8潜水戦隊付属となる。
(1944年(昭和19年)9月25日：呂109、呂112は第33潜水隊に転出。以降は第33潜水隊の項に譲る。)
(1945年(昭和20年)2月1日：マニラ南西沖で呂115戦没。)
(1945年(昭和20年)2月12日：ルソン海峡で呂113戦没。5月10日除籍。)
(1945年(昭和20年)2月20日：呂115(書類上在籍)は第34潜水隊に転出。以降は第34潜水隊の項に譲る。)